# Charles Moravia
Pour les articles homonymes, voir Moravia.
Charles Moravia (1875-1938), poète, auteur dramatique, enseignant et diplomate haïtien.

## Biographie
Charles Moravia est né à Jacmel le 17 juin 1875. Il devint maître d'école dans sa ville natale.

Carrière littéraire
Charles Moravia publie ses premiers poèmes dans la revue La Ronde. Cette revue réussissait à la l’époque les jeunes écrivains contestataires autour de Jacques Romain. Les écrivains de la génération de La Ronde avaient la réputation d’être des opposants farouches de l’occupant américain et affirmait avec force l’identité haïtienne.
Charles Moravia publie ses deux principales œuvres, son recueil Roses et Camélias et son drame La crête-à-Pierrot
ce merveilleux drame qui raconte les plus fulgurantes scènes de l’histoire de l’Indépendance d’Haïti, il a le don rare d’évoquer des images fortes et des sonorités agréables dans ses compositions poétiques).k, autre drame historique qu’il écrit en collaboration avec André Chevalier.
Moravia est aussi l’auteur du méchant poème Femme en bleu qui décrit avec mépris une marchande ambulante de Port-au-Prince.

Carrière politique
En 1919, il fut nommé Ministre plénipotentiaire aux États-Unis en poste à Washington D.C. après l'invasion et l'occupation de son pays par les forces armées américaines.
Dans les années 1930, Charles Moravia fut élu sénateur durant le mandat présidentiel de Sténio Vincent. Il fut emprisonné pour ses prises de position contre l'occupation américaine d'Haïti. Ces derniers finiront par quitter le pays en 1934.
Il meurt en 1938.

## Œuvres
- Roses et Camélias (1903) - poésie
- La Crête à Pierrot (1903) - poème dramatique en 3 tableaux et en vers (voir : Siège de la Crête à Pierrot)
- Au Clair de Lune (1910) - Drame
- L'Amiral Killick (1943) - Drame historique (publié après sa mort).